# Новая Шиншиновка
Новая Шиншиновка — село в Пугачёвском районе Саратовской области, в составе сельского поселения Рахмановское муниципальное образование.
Население — 123 (2010). 

## История
Шеншиновка Новая упоминается списке населенных мест Российской империи в 500 и более жителей, составленном по итогам переписи 1897 года. Согласно переписи 1897 года в деревне проживало 864 жителя, все православные. Деревня относилась к Николаевскому уезду Самарской губернии
Согласно Списку населённых мест Самарской губернии 1910 года деревня Шиншиновка относилась к Любицкой волости, деревню населяли бывшие государственные крестьяне, преимущественно русские, православные, 647 мужчин и 597 женщин, в селе имелись церковь, приходская школа, 5 ветряных мельниц.
С 1935 по 1960 год село относилось к Клинцовскому району Саратовской области. В составе Пугачёвского района - с 1960 года.

## Физико-географическая характеристика
Село находится в Заволжье, на правом берегу реки Большая Чалыкла (левый приток реки Камелик). Высота центра населённого пункта - 34 метра над уровнем моря. Почвы: в пойме Камелика - пойменные нейтральные и слабокислые, над поймой: по левой стороне долины реки - солонцы луговатые (полугидроморфные) и лугово-каштановые, по правой стороне - чернозёмы южные.
Село расположено в юго-восточной части Пугачёвского района, примерно в 55 км по прямой от районного центра города Пугачёв. По автомобильным дорогам расстояние до районного центра составляет 72 км, до областного центра города Саратов - 300 км, до Самары - 250 км.
Часовой пояс
Новая Шиншиновка, как и вся Саратовская область, находится в часовой зоне МСК+1. Смещение применяемого времени относительно UTC составляет +4:00.

## Население
Динамика численности населения по годам:
| Годы      | 1897 | 1910 | 2002 |
| --------- | ---- | ---- | ---- |
| Население | 864  | 1244 | 146  |

| 2002 | 2010 |
| ---- | ---- |
| 146  | ↘123 |

Национальный состав
Согласно результатам переписи 2002 года русские составляли 80 % населения села.